# Наукшенский край
На́укшенский край (латыш. Naukšēnu novads) — административно-территориальная единица на севере Латвии в историко-культурной области Видземе. Край состоит из двух волостей, центром края является село Наукшены.
Край был образован 1 июля 2009 года из части расформированного Валмиерского района.
Площадь края — 281 км². Граничит с Руйиенским, Буртниекским, Валкским краями и эстонским уездом Вильяндимаа.

## Население
На 1 января 2010 года население края составило 2291 человека.
Национальный состав населения края по итогам переписи населения Латвии 2011 года:
| Национальность | Численность, чел. (2011) | %        |
| -------------- | ------------------------ | -------- |
| Латыши         | 1855                     | 93,36 %  |
| Русские        | 50                       | 2,52 %   |
| Белорусы       | 19                       | 0,96 %   |
| Украинцы       | 28                       | 1,41 %   |
| Поляки         | 9                        | 0,45 %   |
| Литовцы        | 9                        | 0,45 %   |
| Другие         | 17                       | 0,86 %   |
| всего          | 1987                     | 100,00 % |

## Территориальное деление
- Кёнская волость (латыш. Ķoņu pagasts; центр — Кёни)
- Наукшенская волость (латыш. Naukšēnu pagasts; центр — Наукшени)